# 발케아코스키

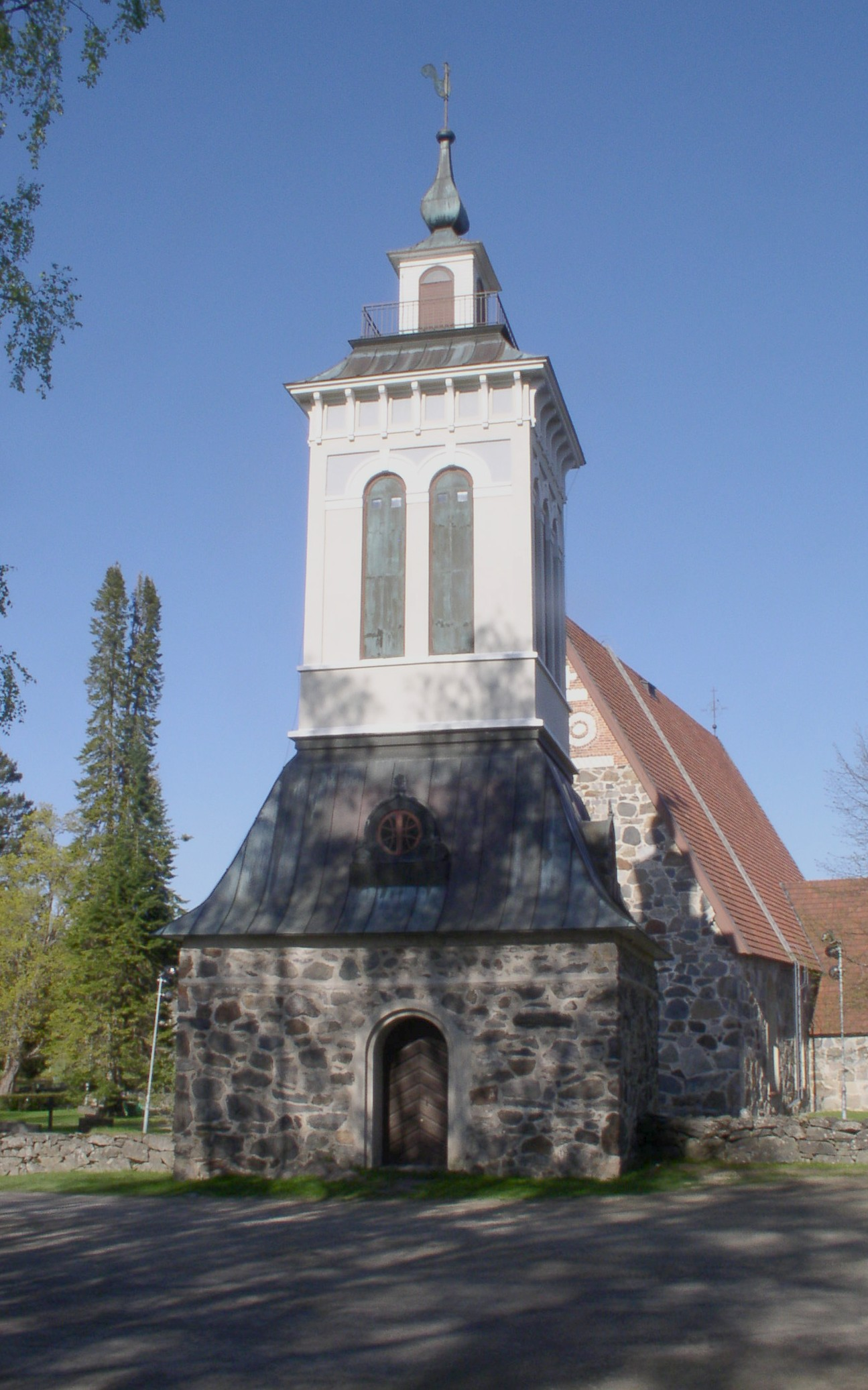
발케아코스키 색스매키(Sääksmäki) 교회

발케아코스키(핀란드어: Valkeakoski)는 핀란드 서부에 위치한 도시로 면적은 372.04km2, 인구는 21,200명(2015년 6월 30일 기준), 인구 밀도는 77.95명/km2이다. 행정 구역상으로는 피르칸마 지역에 속하며 탐페레에서 남쪽으로 35km, 헬싱키에서 북쪽으로 150km 정도 떨어진 곳에 위치한다.

시 문장

## 자매 도시
- 스웨덴 고틀란드 시
- 헝가리 허이두소보슬로
- 노르웨이 크라게뢰
- 러시아 소콜
- 독일 페헬데
- 중화인민공화국 난창 시
- 폴란드 옐레니아구라
- 핀란드 마리에함